# Смоляр Аліна Едуардівна
Аліна Едуардівна Смоляр (нар. 1992, Одеса, Україна) — українська акторка та продюсерка.

## Життєпис та творчість
Аліна Смоляр народилася 1992 року в Одесі. Під час навчання у загальноосвітній школі відвідувала театральні гуртки, постійно брала участь у різних виставах. Крім того, в дитинстві (до 12 років) займалася ще малюванням. Паралельно закінчила музичну школу по класу фортепіано. У старших класах ґрунтовно готувалася до вступу на театральний факультет: читала багато літератури на цю тематику, дізнавалася багато нової інформації. 2009 року подала документи на акторський факультет Московського університету (так званий ГІТІС). Навчалася у майстерні Павла Хомського та Сергія Голомазова. В 2012 році знялася в епізоді в російському телесеріалі «Вірний засіб».
Після закінчення навчання Аліна Смоляр в 2014 році переїхала до США, де в Лос Анджелесі вступила до кіноакадемії в Голлівуді. Через декілька років актрисі вдалося підписати контракти з Disney та Warner Brothers. Паралельно освоїла продюсерську діяльність. 2022 року зіграла головну роль у серіалі Netflix «Любов, смерть та роботи» режисера Альберто Міельго. Одну із серій проєкту номіновано на Еммі.

## Фільмографія

### Ролі в кіно
- 2022 — «Get the Girl» (США, у виробництві) — Ельга
- 2022 — «Ghost of the Lake» (США, у виробництві) — Аліса
- 2021 — «Сім'я Моргенштейн» (США) — Маргарита Моргенштейн
- 2020 — «Mettle» (США) — Джесс
- 2019 — «Kill in the Blank» (США, тесеріал) — Луз
- 2019 — «Першонароджений»[en] (США, Іран) — Ханна
- 2017 — «Emulated Flux» (США, тесеріал) — Ширлі Темпл
- 2017 — «Memory: Time Traveling in Bits and Pieces» — Джоанна
- 2017 — «Molehill» (США) — Лі
- 2017 — «The Beginning» (США) — Жасмін
- 2017 — Чорнобиль: Зона відчуження (2-й сезон) (Росія, телесеріал) — медсестра Міллгауз
- 2016—2019 — «Трубкочуд» (США)
- 2016 — «Need» (США) — менеджер Принцеса
- 2015 — «Перший крок» (США) — танцюристка 5
- 2014 — «Ставка на любов» (Росія) — Наталія
- 2014 — «Absent» (США) — жінка
- 2012 — «Вірний засіб» (Росія, телесеріал) — Анжела

### Сценарист
- 2021 — «What Is Success?» (ток-шоу)

### Продюсер
- 2021 — «Сім'я Моргенштейн» (США, короткометражка, трилер)
- 2021 — «What Is Success?» (ток-шоу) — виконавчий продюсер
- 2017 — «Molehill» — виконавчий продюсер

## Нагороди та відзнаки
Короткометражний фільм Molehill, знятий Аліною Смоляр, отримав сім нагород на міжнародних кінофестивалях. Аліна Смоляр за головну роль в епізоді «Джібаро» серіалі «Любов, смерть та роботи» номіновано на премію Еммі.